# Ricardo Albis
Ricardo Raúl Albisbeascoechea Pertica, más conocido como Albis, (Mar del Plata, Argentina, 18 de agosto de 1960) es un exfutbolista y entrenador hispano-argentino. Albis jugaba en la posición de mediapunta.

## Clubes
| Club                         | País      | Año       |
| ---------------------------- | --------- | --------- |
| Independiente de Avellaneda  | Argentina | 1978-1979 |
| Kimberley                    | Argentina | 1979-1980 |
| Racing de Avellaneda         | Argentina | 1980-1981 |
| San Lorenzo de Mar del Plata | Argentina | 1981-1982 |
| C. D. Málaga                 | España    | 1982-1985 |
| C. D. Logroñés               | España    | 1985-1988 |
| Real Valladolid              | España    | 1988-1990 |
| R. C. Deportivo de La Coruña | España    | 1990-1991 |
| C. D. Málaga                 | España    | 1991-1992 |
| Balompédica Linense          | España    | 1992-1993 |